# Amicale laïque Saint-Sébastien
Maillots
Actualités
L'Amicale laïque Saint-Sébastien Rink-hockey est un club de Saint-Sébastien-sur-Loire, dans le département de la Loire-Atlantique, dans la région Pays de la Loire.
Cet article traite de la section rink-hockey.
L'équipe fanion de la section se positionne 498e place mondial en 2020 et 243e place et 2022.
Le club se classe second de la Nationale 2 lors de la saison 2021-2022, ce qui lui permet la saison suivante d'intégrer le championnat élite en National 1 la saison suivante pour la première fois de son histoire.

## Histoire du club

### La naissance et les débuts (1984-1989)
En 1984, la section hockey est créée par Henry Chevolleau et Jacky Bertrand. Ils font appel à Daniel Morel (entraîneur et sélectionneur des Pays de la Loire) en 1987 pour l'encadrement technique.
En septembre 1984, les débuts de la section se font avec vingt-cinq enfants. Deux équipes de poussins et benjamins qui ne sont pas engagées en championnat. Ils participèrent néanmoins à quelques matchs amicaux.
L'année d'après, deux équipes sont engagées en championnat benjamin et minime et une équipe poussin en tournois et matchs amicaux. Trois ans plus tard, ce sont cinq équipes en championnat régional et une équipe en championnat national qui sont engagées.
En 1989, la section rink hockey devient autonome, et continue sa course vers l’initiation, le perfectionnement, le développement et le haut niveau de ce sport.

### Présidence de Jacky Bertrand (1989-1999)
En 1990, après une année en Nationale 3, l'équipe première accède à la 2e division. L'année suivante, une deuxième équipe senior est engagée en championnat national constituant une équipe réserve pour la 2e division.
Jacky Bertrand président depuis 10 ans, Bertrand Chevolleau joueur de nationale 3 et Cédric Guillou joueur de nationale 2, décèdent.
Cette même année l’équipe fanion de 2e division est reléguée en 3e division, ajoutant un froid à la perte des amis du club disparus.

### Présidence de Yannick Sévère (1999-2006)
En 2001, une équipe féminine s'engage, c'est la 1re équipe Féminine dans la section et en Loire-Atlantique. Elle ira jusqu'en Nationale 1.
En 2003, l'équipe fanion accède de nouveau en 2e division mais perdra quatre de ses joueurs l’année suivante ou elle redescendra en division inférieure avec l'objectif de faire le chemin inverse le plus rapidement possible.

### Présidence de Vincent Bertrand (2006-2012)
Vincent Bertrand est le fils de Jacky Bertrand, premier président de la section, qui a donnée son nom a un tournoi organisé par le club.
En 2007, l'équipe fanion retrouve la division supérieure après trois ans d'attente avec l'objectif du maintien, objectif qui sera atteint.
En coupe de France le 8e de finale est perdue contre le tenant du titre La Vendéenne.
En 2010, l'équipe redescend en National 3.

### Présidence d'Hugues Pommerais (2012-2022)
La saison 2021-2022 vois l'équipe fanion se dresser à la seconde place du championnat de national 2, ce qui lui ouvre les portes l'année suivante au championnat de Nationale 1 élite, pour la première fois de son histoire.

### Présidence de Sébastien Billy (2022 - )
L'équipe fanion évolue pour la première fois de son histoire en Nationale 1. À la suite de l'éviction de l'entraineur Gaëtan Guillomet, l'équipe, entrainée par le joueur Alessandro Posito, a été renforcée en début de saison par Blas Taramasso un gardien en provenance d’Espagne et par Gino Passarelli évoluant auparavant à Coutras. Dans l'effectif, seul cinq joueurs ont eu l'expérience de l'Élite. En début de saison, l'effectif parvient à battre à l'extérieur l'équipe voisine de Nantes, avant de subir une élimination en coupe de France face à cette même équipe. Il surprend également le Poiré-sur-Vie en Vendée.

## Palmarès

### Équipes Séniors

#### Titres Nationaux
- Championnat de France National 2
  - Vice-Champion : 1992 et 2022
  - Quatrième : 1997
- Championnat de France National 3
  - Troisième : 1989, 1992 et 2012

#### Titres départementaux
- Champion : (1)
- Vice-Champion : (6)[11]

## Présidents
| Nom                                                     | Période     | Nationalité |
| ------------------------------------------------------- | ----------- | ----------- |
| aucun président (sous-section de l'ALSS Roller Skating) | 1984 - 1989 |             |
| Jacky Bertrand                                          | 1989- 1996  | France      |
| Yannick Sévère                                          | 1996 - 2006 | France      |
| Vincent Bertrand                                        | 2006 - 2012 | France      |
| Hugues Pommerais                                        | 2012 - 2022 | France      |
| Sébastien Billy                                         | Depuis 2022 | France      |

## Joueurs

### Anciens joueurs
- CHERIFI Hyacinthe, formé à l'ALSS rink-hockey, parti en 2005 pour l'équipe 1 de Biarritz OL[12].
- HYSBERGUE Mathieu, formé à l'ALSS rink-hockey, parti en 2010 pour l'équipe 1 de Biarritz OL[12].
- CHEVOLLEAU Henri, créateur du club, arbitre national, a dû arrêter de jouer à la suite d'un accident.

### Anciens entraîneurs
- Jacky Bertrand, créateur du club, a entraîné beaucoup de jeunes. Décédé en 1999, un tournoi à son nom est organisé par le club[13],[14].
- Daniel Morel (-2015[15]), entraîneur et sectionneur des Pays de la Loire, a entraîné des Sébastiannais dès 1987.

## Parcours en Coupe de France
- Édition 2022-2023 : éliminé en seizième de finale par  Nantes ARH (6-8)[9]
- Édition 2021-2022
- Édition 2020-2021 : édition interrompu (COVID) après victoire au premier tour contre ALCB Bouguenais
- Édition 2019-2020 : éliminé en seizième de finale par le Poiré sur Vie (1-7)
- Édition 2018-2019 : éliminé au tour préliminaire par l'ASTA (2-9)
- Édition 2017-2018 : éliminé en seizième de finale par le Poiré roller (2-11).
- Édition 2016-2017 :
- Édition 2015-2016 :
- Édition 2014-2015 :
- Édition 2013-2014 :
- Édition 2012-2013 : éliminé au Tour préliminaire par l'ALC Bouguenais (4-5)
- Édition 2010-2011 : éliminé en seizième de finale par Nantes Lonchamp PR (5-6)
- Édition 2007-2008 : éliminé en huitième de finale par LV La Roche sur Yon (1-6). Il faudra l'édition 2019-2020 pour que le club de rencontre de nouveau une équipe de première division, le Poiré-sur-Vie[16].
- Édition 2006-2007 : éliminé en seizième de finale par l'AL Ergue Gabéric
- Édition 2005-2006 : éliminé au Tour préliminaire par l'ASTA Nantes
- Édition 2004-2005 : éliminé en seizième de finale par l'AL Plonéour Lanvern
- Édition 2003-2004 : éliminé en huitième de finale par RS Gujan Mestras (2-4)